# Cristina Mullins
Maria Cristina Mullins (São Paulo, 8 de outubro de 1957) é uma atriz brasileira. É casada desde 1986 com o ator Otávio Augusto.
Filha do estadunidense Ned Mullins e da teuto-brasileira Erica Soeltl, Cristina fez diversos trabalhos na Rede Globo, entre eles protagonizou as telenovelas Paraíso e Voltei pra Você. Também fez personagens marcantes em Vereda Tropical, Brega e Chique, Despedida de Solteiro e História de Amor.

## Carreira

### Televisão
| Ano  | Título                      | Papel                                       | Emissora      |
| ---- | --------------------------- | ------------------------------------------- | ------------- |
| 2021 | Salve-se Quem Puder         | Nair Máximo                                 | Rede Globo    |
| 2018 | Malhação: Vidas Brasileiras | Diretora de colégio (participação especial) | Rede Globo    |
| 2016 | Rock Story                  | Zuleica                                     | Rede Globo    |
| 2011 | Rebelde                     | Teresa Silva                                | RecordTV      |
| 2006 | Sítio do Picapau Amarelo    | Rainha Basília                              | Rede Globo    |
| 2004 | Senhora do Destino          | Aurélia Vieira dos Santos                   | Rede Globo    |
| 2003 | Agora É que São Elas        | Dra. Selma                                  | Rede Globo    |
| 1998 | Meu Bem Querer              | Jade                                        | Rede Globo    |
| 1998 | Você Decide                 | Helena (ep. "O Escândalo")                  | Rede Globo    |
| 1998 | Você Decide                 | (ep. "O Intruso")                           | Rede Globo    |
| 1997 | Malhação                    | Andréia                                     | Rede Globo    |
| 1997 | Você Decide                 | (ep. "Divino Amor")                         | Rede Globo    |
| 1996 | Você Decide                 | (ep. "Tempo de Namoro")                     | Rede Globo    |
| 1995 | História de Amor            | Maristela Gomide                            | Rede Globo    |
| 1993 | Sonho Meu                   | Márcia Barbosa                              | Rede Globo    |
| 1992 | Despedida de Solteiro       | Maria do Socorro Batista Barbosa (Socorro)  | Rede Globo    |
| 1992 | Você Decide                 | (ep. "Achados e Perdidos")                  | Rede Globo    |
| 1991 | O Portador                  | Débora                                      | Rede Globo    |
| 1991 | Filhos do Sol               | Inti                                        | Rede Manchete |
| 1990 | Fronteiras do Desconhecido  | Lúcia (ep. "O Acidente")                    | Rede Manchete |
| 1990 | Fronteiras do Desconhecido  | Janaína (ep. "A Casa do Penhasco")          | Rede Manchete |
| 1987 | Brega & Chique              | Tamyris Alvaray                             | Rede Globo    |
| 1985 | De Quina pra Lua            | Maria Marta                                 | Rede Globo    |
| 1984 | Vereda Tropical             | Maria Leopoldina Vilela                     | Rede Globo    |
| 1983 | Voltei pra Você             | Liliane (Pituca)                            | Rede Globo    |
| 1982 | Paraíso                     | Maria Rita (Santinha)                       | Rede Globo    |
| 1981 | Os Imigrantes               | Nininha                                     | Band          |
| 1980 | Meu Pé de Laranja Lima      | Godóia                                      | Band          |
| 1980 | Pé de Vento                 | Aninha                                      | Band          |
| 1979 | Gaivotas                    | Blandina                                    | TV Tupi       |
| 1978 | Aritana                     | Paula                                       | TV Tupi       |
| 1978 | Roda de Fogo                | Luíza                                       | TV Tupi       |
| 1977 | Os Trapalhões               | Vários Personagens                          | Rede Globo    |
| 1977 | Nina                        | Maria Eugênia                               | Rede Globo    |

### Filmes
| Ano  | Título              | Papel    |
| ---- | ------------------- | -------- |
| 2004 | Pracinha            | Cristina |
| 1995 | A Desforra da Titia | Titia    |
| 1978 | Encarnação          | Amália   |

## Prêmios e indicações
- Festival de Gramado (1995) vencedor: melhor atriz (curta-metragem) por A Desforra da Titia.[8]